# Département de l'Efficacité gouvernementale
Pour les articles homonymes, voir Doge (homonymie).

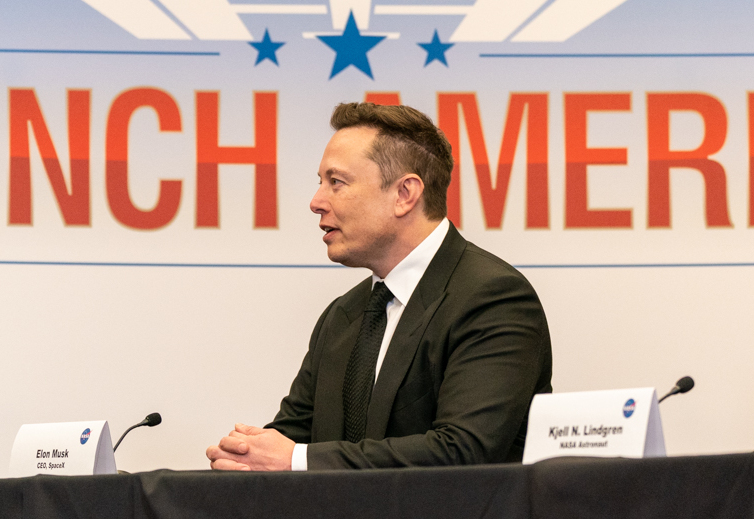
Elon Musk a été proposé par Trump pour co-diriger le futur département. Après le retrait de Vivek Ramaswamy, Musk a été le seul confirmé dans le poste le 21 janvier 2025.

Le département de l'Efficacité gouvernementale (en anglais, « Department of Government Efficiency », abrégé en DOGE) est une structure gouvernementale des États-Unis dont la mission est de réduire les dépenses publiques. Elle est lancée par le président Donald Trump le premier jour de son second mandat. Le DOGE a notamment organisé des licenciements de masse d'employés fédéraux et mis fin à des contrats liés à la diversité, équité et inclusion, à la lutte contre le changement climatique, à l'aide étrangère, à la protection des consommateurs financiers, et à la recherche scientifique.
Le DOGE englobe deux organisations, le U.S. DOGE service (issue du renommage du U.S. Digital Service), et le U.S. DOGE Service Temporary Organization (une organisation temporaire dont la date de fin est prévue le 4 juillet 2026). L'acronyme DOGE fait référence au Dogecoin, elle même une référence au mème Doge, une cryptomonnaie prisée par Elon Musk,. Malgré son nom, le DOGE n'est pas pour l'instant un département exécutif fédéral, puisque la création d'un tel département nécessiterait l'approbation du Congrès.
Le DOGE fait l'objet de vives controverses et de poursuites judiciaires. Le rôle de Elon Musk est particulièrement contesté, des critiques affirmant qu'il viole la clause de nomination de la Constitution et qu'il fait l'objet de multiples conflits d'intérêt. Des analyses indépendantes ont révélé que les rapports du DOGE comptabilisaient incorrectement des dizaines de milliards de dollars. Musk, le DOGE et l'administration Trump ont fait plusieurs allégations concernant la découverte de fraudes importantes, dont aucune n'a résisté à un examen minutieux. Bien que Musk ait déclaré que le DOGE est « maximalement transparent », Trump a exempté le DOGE des règles de divulgation publique.
La direction du DOGE par Elon Musk prend fin le 27 mai 2025. Alors que le chef d'entreprise avait clamé au départ un objectif de diviser par deux les dépenses de l'Etat fédéral, un objectif rabaissé ensuite à 1000 milliards de dollars d'économies, le bilan officiellement annoncé pour la période sous la direction de Musk est de 160 milliards économisés. 

## Organisation

### Contexte
Le président argentin Javier Milei a déclaré qu'avant l'annonce officielle de la création du DOGE, Elon Musk avait contacté Federico Sturzenegger, ministre argentin de la Dérégulation et Transformation de l'État, pour discuter de l'imitation du modèle de son ministère aux États-Unis.
L'idée du DOGE est liée aux promesses de campagne de Trump de réduire les dépenses fédérales, la taille du gouvernement et le déficit budgétaire,.
Musk a suggéré que l'ancien représentant américain et candidat à la présidence Ron Paul pourrait travailler avec le ministère.
Le 12 novembre 2024, Donald Trump avait annoncé son intention de créer ce département sous la direction conjointe d'Elon Musk et de Vivek Ramaswamy. Trump a qualifié les résultats attendus de ce département de « cadeau parfait à l'Amérique ». Après le renoncement de Ramaswamy (qui a préféré se consacrer à son objectif de devenir gouverneur de l'Ohio), Musk est finalement le seul à occuper la direction du département en janvier 2025.

### Création
Le DOGE a été officiellement établi le 20 janvier 2025 par le décret exécutif 14158, avec pour objectif annoncé de « moderniser la technologie et les logiciels fédéraux afin de maximiser l'efficacité et la productivité gouvernementales ».
Le décret exécutif remplace le United States Digital Service (USDS) par le U.S. DOGE Service (« le service DOGE des États-Unis », USDS). Le décret crée également le U.S. DOGE Service Temporary Organization (« l'Organisation temporaire du service DOGE des États-Unis », USDSTO).
Le U.S. DOGE Service est une organisation permanente, là où USDTO est une organisation temporaire dont la date de fin a été fixée pour le 4 juillet 2026, qui représente le 250e anniversaire de la signature de la déclaration d'indépendance.
L'administrateur — ou secrétaire de l'USDS — fait partie du Bureau exécutif du président des États-Unis et est placé sous la responsabilité du chef de cabinet de la Maison-Blanche.

### Personnel
Bien que dirigeant le DOGE, Elon Musk n'est officiellement qu'un « employé spécial du gouvernement », ce qui lui évite d'être soumis aux obligations de transparence des employés gouvernementaux et lui permet de ne pas avoir à divulguer publiquement ses finances.
En février 2025, 21 fonctionnaires du DOGE ont décidé de démissionner, ce qui représente près d'un tiers du personnel. Ces fonctionnaires faisaient partie du United States Digital Service avant que celui-ci ne soit renommé le U.S. DOGE Service. Ils ont affirmé refuser d'utiliser leurs compétences pour « fragiliser les systèmes informatiques gouvernementaux cruciaux, compromettre les données sensibles des Américains, ou démanteler des services publics essentiels ». Elon Musk a réagi en affirmant que « s’ils n’avaient pas démissionné, ils auraient été virés ».
L'identité de certains des employés recrutés a été révélée par une enquête du magazine Wired. Beaucoup d'entre eux sont des ingénieurs logiciels de 19 à 25 ans ayant brièvement travaillé dans l'une des entreprises d'Elon Musk. Ils sont surnommés les DOGE Kids (« enfants du DOGE »), et n'ont typiquement pas d'expérience dans le milieu administratif.

## Interventions

### Programme initial
Ce projet a pour vocation affichée de simplifier et d'alléger l'administration fédérale en abaissant des dépenses ainsi qu'en supprimant des programmes fédéraux et des postes de fonctionnaires afin de réduire la bureaucratie.
Jamie Dimon, PDG de JPMorgan Chase, la plus grande banque américaine, a soutenu l'idée de créer ce ministère pour améliorer la compétence du gouvernement.
Le 28 octobre 2024, lors d'un rassemblement à Madison Square Garden, Elon Musk affirme que le DOGE pourrait réduire la dette nationale de 2 000 milliards de dollars, en réduisant du même montant les dépenses publiques américaines les moins utiles, sur 6 500 milliards.
Elon Musk reste cependant volontairement imprécis sur le nombre de fonctionnaires qu'il souhaite licencier de peur de « [s]e faire assassiner », mais il pose une borne inférieure de 5 % de fonctionnaires par an, soit 150 000 travailleurs. Cependant, il pourrait avoir « à batailler davantage contre des intérêts privés que contre les bureaucrates » car les entreprises américaines participent activement à l’inflation des normes administratives.
En janvier 2025, Vivek Ramaswamy abandonne l'idée de se joindre au département de l'Efficacité gouvernementale avant la création de l'organisation, pour se consacrer à sa campagne pour devenir gouverneur de l'Ohio.

### Prises de contrôle
Plusieurs médias américains rapportent que des proches d'Elon Musk auraient pris le contrôle de l'Office of Personnel Management (OPM), une organisation qui gère les ressources humaines de l’ensemble du gouvernement fédéral. Ils auraient ainsi accès à des informations sensibles comme les « noms, adresses, numéro de Sécurité sociale, etc, de tous les employés fédéraux ».
En février 2025, des membres du DOGE s'introduisent dans les locaux de la National Oceanic and Atmospheric Administration (NOAA) et du département du Commerce. Selon un ancien responsable de la NOAA, ces agents auraient forcé l'accès aux systèmes informatiques contenant des informations confidentielles. Pour le Guardian, cette action s'inscrit dans le cadre du Projet 2025, qui préconise le démantèlement de la NOAA, considérée comme « nuisible à la prospérité américaine » en raison de son rôle dans la recherche climatique. Ce fut suivi de coupures radicales.
En mars 2025, des employés de DOGE accompagnés de la police sont entrés dans l'institut des États-Unis pour la paix (une organisation indépendante à but non lucratif financée par le Congrès) pour mettre dehors son président.

### Licenciements
Le DOGE a utilisé les systèmes de l'Office of Personnel Management (OPM) pour récupérer la liste des fonctionnaires fédéraux et de leurs adresses email. Un premier email, le 28 janvier 2025, proposait aux employés qui le souhaitent de partir, affirmant qu'ils continueraient à percevoir leur salaire jusqu'au 30 septembre. L'offre a également été envoyée par erreur à des employés ne dépendant pas de l'OPM, comme des juges fédéraux. Elle a été acceptée par 75 000 employés.
Le 13 février, l'OPM a conseillé aux agences fédérales de licencier la plupart des 200 000 employés fédéraux en période d'essai (ceux ayant passé moins de 1 an à leur poste actuel, suite à une embauche ou un changement de poste).
Le 22 février, Elon Musk a posté sur le réseau social X un message ordonnant aux employés fédéraux de résumer leurs accomplissements de la semaine, avertissant que le non-respect serait considéré comme une démission. Peu après, l'OPM a envoyé un email demandant de répondre avec cinq accomplissements de la semaine. Le département de la Défense, l'Armée, le FBI et le département d'État ont indiqué aux employés de ne pas répondre,. Le département de la Santé et des Services sociaux a averti les employés que par manque de mesures de sécurité, les emails pourraient être « lus par des acteurs étrangers malveillants », et leur a ordonné de ne pas répondre. Deux jours plus tard, l'OPM a déclaré que répondre au courriel initial était volontaire; cependant, Musk a tweeté que si les employés refusaient toujours de répondre, cela « entraînerait un licenciement ». La Fédération américaine des employés gouvernementaux a promis de contester tout licenciement, arguant que l'OPM n'avait pas l'autorité d'envoyer ces courriels.
La méthode a été décrite comme similaire à celle utilisée par Elon Musk pour licencier 80 % des employés de Twitter en 2022.
Des experts ont également indiqué que les coupes étaient peu chirurgicales. Le DOGE a par exemple licencié en février 2025 des employés fédéraux du département de l'Agriculture des États-Unis travaillant à contenir une épidémie du virus H5N1, avant de tenter de les réemployer. Il a également licencié des employés de la National Nuclear Security Administration, l'agence chargée de la sûreté nucléaire. Jim Jones, un ancien directeur de division de la Food and Drug Administration, a décidé de démissionner en raison des licenciements menés selon lui « sans discernement ».

## Controverses

### Erreurs factuelles
Un mois après le début du projet, le DOGE annonce avoir réalisé 55 ou 16,5 milliards de dollars de coupes budgétaires, mais selon National Public Radio, il ne s'agirait en réalité que de 2 milliards et le DOGE aurait commis des erreurs de calcul et de frappe dans son décompte,,. Le DOGE a par exemple indiqué en février avoir économisé 8 milliards de dollars en annulant un contrat, alors que celui-ci ne portait que sur 8 millions. Elon Musk a affirmé que « Certaines de mes déclarations seront fausses et devront être corrigées ».
L'Agence des États-Unis pour le développement international a été accusée par le DOGE de fournir 50 millions de dollars de préservatifs, Elon Musk ajoutant « Je pense qu'une grosse partie de cet argent a fini dans les poches du Hamas ». L'affirmation a été reprise par Trump, qui a déclaré qu'il s'agissait de 100 millions. Le DOGE n'a cependant pas fourni de preuve. International Medical Corps a indiqué que l'accusation semble faire référence à une campagne de prévention du SIDA. La campagne avait lieu cependant dans la région de Gaza au Mozambique, et non pas dans la bande de Gaza, et les financements n'ont pas servi à la distribution de préservatifs,.

### Conflits d'intérêt
En octobre 2024, le New York Times, premier quotidien américain par le nombre de lecteurs, s'est interrogé sur le conflit d'intérêts potentiel entre Elon Musk, important fournisseur au gouvernement fédéral américain de produits et de services rémunérés, et son rôle au sein de ce ministère. En février 2025, la Maison-Blanche annonce qu'Elon Musk aura la responsabilité de juger lui-même les risques de conflit d'intérêts entre son activité au sein de l'administration fédérale et son statut d'entrepreneur privé.
En mars 2025, Le Monde dénombre de nombreux potentiels conflits d'intérêt dans les interventions du DOGE. Le DOGE paralyse le fonctionnement du National Labor Relations Board en licenciant trois membres de son conseil d'administration, privant ainsi l'agence du quorum nécessaire pour prendre des décisions. Cette agence, chargée de veiller au respect du droit syndical, a précédemment ouvert plusieurs enquêtes contre Tesla et SpaceX pour pratiques antisyndicales.
Le Bureau de protection des consommateurs en matière financière, qui a enquêté sur les pratiques de prêts automobiles de Tesla, subit un sort similaire avec ses financements coupés et l'essentiel de ses employés licenciés. Le DOGE ordonne par ailleurs d'importantes coupes budgétaires à la Federal Aviation Administration, qui a infligé plusieurs amendes à SpaceX, et lance un audit des finances de la NASA, partenaire majeur de l'entreprise spatiale d'Elon Musk avec environ 13 milliards de dollars de contrats signés ces dix dernières années.

## Réception

### Médias
Dès le début du mandat du président Trump, les médias estiment que les interventions de l'organisation sont lourdes de constater : elle tente ainsi de supprimer des emplois de la fonction publique et des dépenses importantes de départements fédéraux notamment celui du Travail et celui de l’Éducation afin de pratiquer des coupes budgétaires dans des dépenses jugées inutiles ou frauduleuses,,. Les médias et la classe politique appellent ainsi à une plus grande transparence du fonctionnement de l'organisation compte tenu de son importante influence,.

### Justice
L'accès de l'organisation au département du Trésor et à des informations sensibles et privées, en particulier les informations bancaires de l’ensemble de la population américaine, est vivement critiqué car aucun des employés du DOGE ne sont des fonctionnaires de l’État. Les médias et certains experts juridiques considèrent ainsi que l'action menée par l'organisation serait illégale,,.
En conséquence, l'administration affirme qu'Elon Musk n'est pas en charge du projet, mais bel et bien Donald Trump ; cependant, les propos contradictoires du gouvernement sur le sujet sèment la confusion sur la véritable direction du projet,.

## Effets et critiques
Fin du premier semestre 2025, les mesures du département DOGE risquent de ne pas être suffisantes macroéconomiquement pour les dépenses fédérales. Il créé un chaos microéconomique sans effet macroéconomique. C’est considéré un désastre pour certains programmes affectés mais sans réduire visiblement et efficacement les dépenses. Au contraire, certains redoutent une augmentation des déficits résultant des réductions d'effectifs de l’administration fiscale qui lutte contre la fraude.